# Bruno Wojtinek
Bruno Wojtinek (Valenciennes, 6 de març de 1963) va ser un ciclista francès que fou professional entre 1984 i 1989. En el seu palmarès destaquen una vintena de victòries, sent les més importants dues etapes a la París-Niça i dues més al Critèrium del Dauphiné Libéré. El 1985 quedà segon a la París-Roubaix, per darrere Marc Madiot.

## Palmarès
- 1981
  -  Campió de França de persecució per equips amateur
  -  Campió de França de persecució per equips júnior
  - 1r al Tour de l'Abitibi
- 1983
  - 1r al Circuit de les Ardenes
  - 1r al Circuit del Port de Dunkerque
- 1984
  - 1r al Gran Premi de Rennes
- 1985
  - 1r al Tour d'Armòrica i vencedor d'una etapa
  - Vencedor de 2 etapes al Giro de Sicília
  - Vencedor d'una etapa de la Volta a Luxemburg
- 1986
  - 1r al Gran Premi de Denain
  - Vencedor de 2 etapes de la París-Niça
  - Vencedor de 2 etapes dels Quatre Dies de Dunkerque
  - Vencedor de 2 etapes del Tour de l'Oise
  - Vencedor d'una etapa del Critèrium del Dauphiné Libéré
  - Vencedor d'una etapa de la Volta a Suècia
  - Vencedor d'una etapa del Tour de l'Avenir
- 1987
  - 1r al Gran Premi de Denain
  - Vencedor d'una etapa del Critèrium del Dauphiné Libéré
  - Vencedor de 2 etapes del Tour de Midi-Pyrénées
  - Vencedor d'una etapa del Tour del Llemosí, ex-ecquo amb Stefan van Leeuwe
- 1988
  - Vencedor d'una etapa del Tour del Mediterrani

### Resultats al Tour de França
- 1987. Abandona (11a etapa)